# Coco Jones
Courtney "Coco" Jones (Columbia, Carolina del Sur, 4 de enero de 1998) es una actriz, compositora y cantante estadounidense. Se crio en Lebanon, Tennessee. Jones saltó a la fama protagonizando la película de Disney, Let It Shine. También previamente apareció en Radio Disney's Next Big Thing, or N.B.T.. 
Jones firmó con la compañía discográfica Hollywood Records, donde lanzó su sencillo debut «Holla at the DJ», seguido de lanzar un EP llamado Made Of del cual también se desprendieron los sencillo «Deja Vú» y «World Is Dancing». Así mismo, Jones ha aparecido en programas como artista recurrente y/o secundaria como en Buena Suerte, Charlie! y ha lanzado distintos sencillos como «Glitter», «Peppermint» y «Let 'em Know», también ganó un premio RDMA en el año 2013. Jones trabajó con el productor nominado al Grammy Rob Galbraith para producir, componer y grabar su álbum debut.

## Primeros años
Criada en Lebanon, Tennessee, por el exjugador de la NFL, Mike Jones y la talentosa vocalista de sesión Javonda Jones, Coco Jones comenzó a cantar a una edad muy joven. La primera puesta en escena del Coco fue a la edad de seis años cuando "America the Beautiful" a un auditorio lleno de los padres en su graduación de kinder. La gente no podía creer que la voz que se escuchaba fuera la de la joven Coco. A la edad de nueve años, se reunió con los directores de casting para Disney. Después de eso, se convirtió en una actriz y compositora.

## Carrera
En 2009, Coco interpretó el Himno Nacional dos veces en juegos de la NFL. Ella también ha estado trabajando con el productor nominado al Grammy, Rob Galbraith para grabar su música original y ha trabajado con el grupo Motown, The Funk Brothers. En 2009, Coco fue elegido para tocar en vivo en "The Most Talented Kids" el episodio de Maury Povich Show. Su álbum debut auto-titulado, "Coco Jones", fue lanzado en 2010, lo que llevó a su serie de conciertos, UBU-fin a la intimidación, sus canciones que abarcan la plataforma de Coco de valores positivos y una fuerte autoestima. En 2010, ganó N.B.T. (The Next Big Thing) de Radio Disney, donde se hizo conocida por su canción "Real You". Al estar en N.B.T. fue un paso para ayudarla a poner en marcha más su carrera musical. A partir de 2011, apareció como estrella invitada en So Random! de Disney Channel, como ella misma, interpretando el papel de cantante de fondo para Zora en el show.
En la película Let It Shine, Jones interpretó el papel de "Roxie", una sensación musical adolescente, cuyo sello musical está patrocinando un concurso de composición de canciones en un club para adolescentes. "Cyrus DeBarge" (Williams), por el nombre de artista "Truth", escribe una canción ganadora del concurso acerca de su amor por Roxie, pero cuando es demasiado tímido para reclamarlo como suyo, su mejor amigo, “Kris McDuffy” (Jackson) toma el crédito, por lo tanto dando inicio a una historia melodramática dando resultado. Basado en la obra francesa Cyrano de Bergerac, Let It Shine cuenta la historia de un amor juvenil, que cuenta con un mensaje de confianza en sí mismo.
La canción de Coco "Real You", apareció al aire en Radio Disney. También está disponible para escuchar en internet en Radio Disney, junto con su canción "U B U". Jones ama a todos los tipos de música, y algunos de sus artistas favoritos son CeCe Winans, Christina Aguilera, Carrie Underwood, Aretha Franklin, Mary J. Blige, Miley Cyrus, y Raven-Symoné. Coco ha sido presentada en la banda sonora de Shake It Up: Live 2 Dance de la serie de televisión Shake It Up. Ella va a interpretar la canción "Don't Push Me", una canción de temática fiesty danced y "Whodunit" una canción de baile con temas optimistas con Adam Hicks. Jones aparece en la banda sonora de Let It Shine en canciones como "Guardian Angel", "Me and You", "What I Said", "Who I'm Gonna Be", "Good to Be Home" y "Let It Shine". También contribuye en dos canciones que cuentan con todo el elenco de Let It Shine, "Around The Block" y "Joyful Noise".

## Filmografía
| Año       | Título                        | Rol                     | Notas                                                                    |
| --------- | ----------------------------- | ----------------------- | ------------------------------------------------------------------------ |
| 2010      | Radio Disney's Next Big Thing | Ella misma              | Cantante/Rol principal                                                   |
| 2011–12   | So Random!                    | Ella misma/Varios       | Recurrente                                                               |
| 2012      | Let It Shine                  | Roxanne "Roxie" Andrews | Disney Channel Original Movie Coprotagonista                             |
| 2012-2013 | Good Luck Charlie             | Kelsey                  | Recurrente                                                               |
| 2014      | The Exes                      | Vanessa                 | Invitada, episodio: "Oh Brother Here Art Thou" (Temporada 4, Episodio 5) |
| 2015      | Dance Moms: Las chicas hablan | Ella misma              | Presentadora en episodio especial                                        |
| 2020      | Vampires vs. the Bronx        | Rita                    | Papel Secundario                                                         |

## Discografía

### EP
| Título  | Detalles del álbum                                                                          |
| ------- | ------------------------------------------------------------------------------------------- |
| Made Of | - Publicado: 12 de marzo de 2013 - Discográfica: Hollywood - Formatos: CD, descarga digital |

### Sencillos
| Título            | Año  | Máxima posición | Álbum   |
| Título            | Año  | US              | Álbum   |
| ----------------- | ---- | --------------- | ------- |
| "Holla at the DJ" | 2012 | —               | Made Of |
| "Déjà Vu"         | 2013 | —               | Made Of |

## Giras
| Año  | Título                 | Número de presentaciones |
| ---- | ---------------------- | ------------------------ |
| 2012 | Essence Music Festival | 6                        |

## Premios y nominaciones
| Año  | Premiación                | Categoría                        | Trabajo nominado | Resultado |
| ---- | ------------------------- | -------------------------------- | ---------------- | --------- |
| 2013 | Radio Disney Music Awards | Toma de celebridad más divertida | Ella misma       | Ganadora  |